# Općina Laško
Općina Laško (slo.:Občina Laško) je općina u središnjoj Sloveniji u pokrajini Štajerskoj i statističkoj regiji Savinjskoj. Središte općine je grad Laško s 3.408 stanovnika.

## Zemljopis
Općina Laško nalazi se u središnjem dijelu Slovenije, u južnom dijelu Štajerske. Općina se prostire u dolinama rijeka Save i Savinje i na okolnim padinama Posavskog Hribovja i Kozjanskog pobrđa.
U općini vlada umjereno kontinentalna klima. Najvažniji vodotok u općini je rijeka Sava i njen važan pritoka Savinja, koja se na području općine uljiva u Savu kod Zidanog Mosta. Svi ostali vodotoci su mali i njihovi su pritoci.

## Naselja u općini
Belovo, Blatni Vrh, Brezno, Brodnice, Brstnik, Brstovnica, Bukovca, Curnovec, Debro, Doblatina, Dol pri Laškem, Gabrno, Globoko, Govce, Gozdec, Gračnica, Harje, Huda Jama, Jagoče, Jurklošter, Kladje, Klenovo, Konc, Kuretno, Lahomno, Lahomšek, Lahov Graben, Laška vas, Laško, Laziše, Leskovca, Lipni Dol, Lokavec, Lože, Mačkovec, Mala Breza, Male Grahovše, Marija Gradec, Marijina vas, Modrič, Mrzlo Polje, Obrežje pri Zidanem Mostu, Ojstro, Olešče, Padež, Paneče, Plazovje, Polana, Povčeno, Požnica, Radoblje, Reka, Rifengozd, Rimske Toplice, Sedraž, Selo nad Laškim, Senožete, Sevce, Slivno, Spodnja Rečica, Stopce, Strensko, Strmca, Suhadol, Šentrupert, Širje, Škofce, Šmihel, Šmohor, Tevče, Tovsto, Trnov Hrib, Trnovo, Trobni Dol, Trojno, Udmat, Velike Gorelce, Velike Grahovše, Veliko Širje, Vodiško, Vrh nad Laškim, Zabrež, Zgornja Rečica, Zidani Most, Žigon

## Vanjske poveznice
- Službena stranica općine